# Allra-affären (TV-serie)
Allra-affären är en svensk dokumentärserie som har premiär på SVT1 och SVT Play den 19 mars 2020. Serien är uppdelad på tre avsnitt om vardera 30 minuter.

## Handling
Serien handlar om finansbolaget Allra som startades i liten skala i en källare 2008. Cirka 8 år senare har bolaget utvecklats till att bli en stor och betydelsefull aktör i PPM-systemet. Bolaget attraherar kända personer, Thomas Bodström och Ebba Lindsö, som styrelsemedlemmar. I januari 2017 börjar dock företaget synas i sömmarna och en affär som skapar stort massmedialt rullas upp. I serien följs bolagets historia från dess start ända till domen som kom den 29 januari 2020. Även medias roll granskas.

## Medverkande (i urval)
- Leif Brännström
- Bo Könberg
- Alexander Ernstberger
- Mats Langensjö
- Claes Hemberg
- Annika Strandhäll
- Tomas Bodström
- Daniel Kederstedt
- Thomas Hertz